# SummerSlam (2011)
SummerSlam (2011) fou l'edició vint-i-quatre de SummerSlam, un show de pagament de Lluita lliure professional produït per la WWE. Va tenir lloc el 14 d'agost de 2011 des del Staples Center a Los Angeles, Califòrnia. El tema oficial del show fou Bright Lights Bigger City de Cee Lo Green.

## Argument
En el Money in the Bank (2011) John Cena i CM Punk es van enfrontar en un combat on el Campionat de la WWE es va posar en joc, el guanyador fou CM Punk; fet que va provocar que dit campionat quedés vacant, ja que Punk finalitzava el seu contracte amb la compañía. L'endemà a Raw Vince McMahon va organitzar un torneig per definir el nou Campió de la WWE. El 25 de juliol de 2011 Rey Mysterio va guanyar el torneig coronant-se campió, però aquella mateixa nit va perdre el campionat enfront a John Cena. Després de la victoria d'aquest últim, CM Punk va fer el seu retorn a l'empresa portant el seu cinturó, per tant, per primera vegada a la història hi havia dos Campions de la WWE, ja que Triple H va informar que ambos regnats eran legítims. Es va pactar una lluita a SummerSlam per definir al Campió Indiscutit de la WWE (antic campionat que fou abandonat) i on Triple H sería l'àrbitre.
En el Capitol Punishment (2011) Randy Orton va retenir el Campionat mundial de pes pesant enfront de Christian, tot i que el peu de Christian es trobava sota la corda inferior, cosa que l'àrbitre no va veure; aquest fet va provocar que els dos lluitadors es tornessin a enfrontar a Money in the Bank (2011), amb l'estipulació que tant si l'àrbitre cometia algun error com si Randy Orton era desqualificat el títol passaria a mans de Christian. En el combat Christian va guanyar el títol després que Orton fos desqualificat per un cop baix. Triple H va anunciar que Randy Orton tindria la revenja a SummerSlam en un combat del tipus No Holds Barred match.
L'1 d'agost a Raw Beth Phoenix va guanyar una batlle royal per definir la nº1 contender pel Campionat de Dives. Després la campiona Kelly Kelly va felicitar a Beth però aquesta última la va atacar canviant a heel i dient que els seus dies com a camiona estaven comptats.
Wade Barrett va dir que Daniel Bryan no mereixia haver guanyat el SmackDown Money in the Bank, i que ella havia d'haver guanyat; durant el discurs fou interromput per Bryan i començaren a discutir fins a barallar-se, cosa que va culminar en una lluita en aquest show.
El 3 d'agost es confirmà una lluita entre Mark Henry i Sheamus perquè Henry va reclamar que no tenia cap rival i fou interromput per Sheamus, qui va fer un face turn i li digué que competiria contra ell.

## Resultats
|                                                           | Combats                                                                                     | Notes |
| --------------------------------------------------------- | ------------------------------------------------------------------------------------------- | --- |
| Dark Match                                                | Dolph Ziggler (c) derrotà a Alex Riley                                                      | Combat individual |
| 1                                                         | Kofi Kingston, Rey Mysterio & John Morrison derrotaren a Alberto Del Río, R-Truth & The Miz | Six Man Tag Team Match |
| 2                                                         | Mark Henry derrotà a Sheamus per compta fora                                                | Combat individual. Sheamus fou atacat i no va poder tornar al ring. |
| 3                                                         | Kelly Kelly (c) (amb Eve Torres) derrotà a Beth Phoenix (amb Natalya)                       | Combat individual pel Campionat de Dives |
| 4                                                         | Wade Barrett derrotà a Daniel Bryan                                                         | Combat individual |
| 5                                                         | Randy Orton derrotà a Christian (c)                                                         | No Holds Barred Match pel Campionat Mundial Pes Pesat |
| 6                                                         | CM Punk (c) derrotà a John Cena (c)                                                         | Combat individual per definir el Campió Indiscutit. Triple H fou l'àrbitre. John Cena tenia la cama sobre corda inferior però Triple H no ho va veure i va donar a Punk com a guanyador |
| 7                                                         | Alberto Del Río derrotà a CM Punk (c)                                                       | Combat individual pel Campionat de la WWE. Del Rio va usar el seu contracte Money in the Bank                                                                                           |
| (c) – Referent als campions abans de l'inici dels combats |                                                                                             | |